# Velampalayam
Velampalayam è una suddivisione dell'India, classificata come town panchayat, di 45.562 abitanti, situata nel distretto di Tirupur, nello stato federato del Tamil Nadu. In base al numero di abitanti la città rientra nella classe III (da 20.000 a 49.999 persone).

## Geografia fisica
La città è situata a 11° 08' 43 N e 77° 18' 14 E.

## Società

### Evoluzione demografica
Al censimento del 2001 la popolazione di Velampalayam assommava a 45.562 persone, delle quali 23.629 maschi e 21.933 femmine. I bambini di età inferiore o uguale ai sei anni assommavano a 4.919, dei quali 2.542 maschi e 2.377 femmine. Infine, coloro che erano in grado di saper almeno leggere e scrivere erano 33.478, dei quali 18.854 maschi e 14.624 femmine.